# Байкал-Ангара
«Байка́л» — проект многоразового ускорителя (МРУ) первой ступени ракеты-носителя Ангара. С 2019 года разработка продолжена в проекте Крыло-СВ.
МРУ разработан в ГКНПЦ им. Хруничева совместно с НПО «Молния». Основная идея проекта состоит в том, чтобы выполнивший задачу ракетный ускоритель, отделившись от носителя, автоматически возвращался к месту старта и приземлялся на самолётную взлётно-посадочную полосу как крылатый беспилотный летательный аппарат. Ускоритель может применяться как в составе РН семейства «Ангара» лёгкого, среднего и тяжёлого классов, так и в составе других ракетных комплексов.

## Основные сведения
«Байкал» спроектирован в ОАО «НПО „Молния“» по заказу ГКНПЦ им. М. В. Хруничева. Олег Соколов, представитель центра имени Хруничева подчеркнул, что Байкал пользовался на авиакосмическом салоне «МАКС-2001» большим вниманием зарубежных специалистов:

Практически мы завершили переговоры о разработке подобной ступени для ракеты-носителя Ариан-5 Европейского космического агентства, ведем переговоры с американскими фирмами Боинг и Локхид. За рубежом изготовить многоразовую ступень-ускоритель для ракет до сих пор не смогли.

Он оснащён уникальной автоматической системой управления, обеспечивающей сопровождение полёта на всех этапах с момента старта в составе РН до посадки на аэродром, входящий в состав космодрома Плесецк. Первый вариант такой системы управления был отработан на орбитальном корабле «Буран». Несмотря на высокую скорость входа аппарата в атмосферу, отсутствует традиционное теплозащитное покрытие, что существенно снижает затраты на его эксплуатацию. Имеет минимальную стоимость изготовления и эксплуатации. Традиционная самолётная аэродинамическая схема многоразового ускорителя «Байкал» была признана наиболее эффективной по сумме показателей. При его проектировании максимально учитывался опыт разработки многоразовых авиационно-космических систем «Буран» и Многоцелевой авиационно-космической системы (МАКС).

Макеты
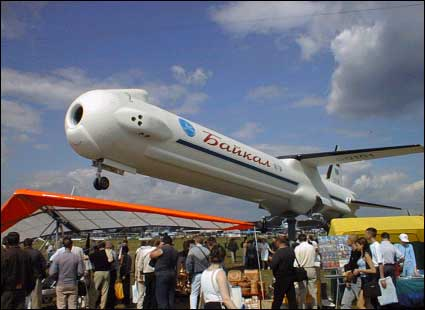
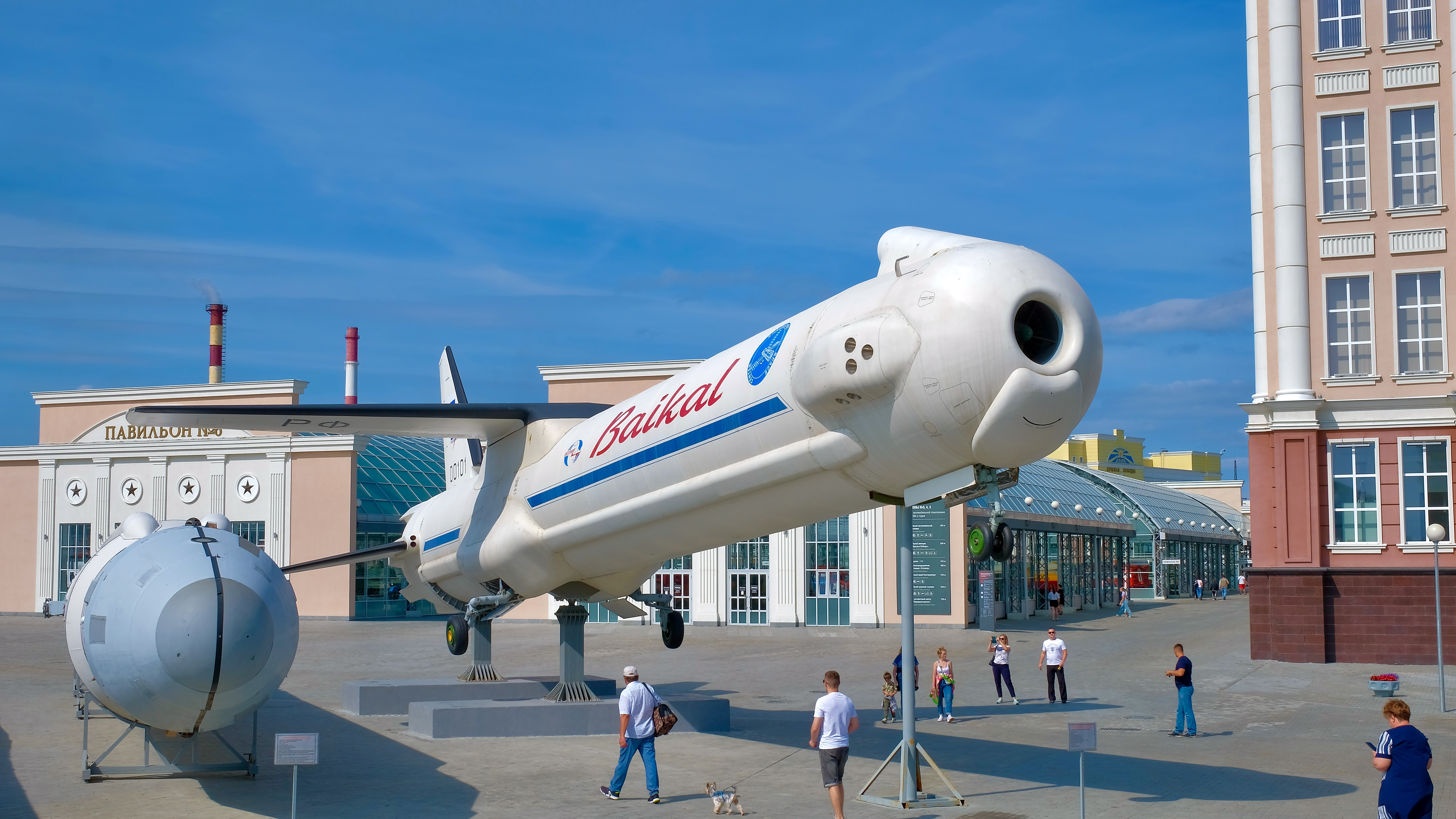
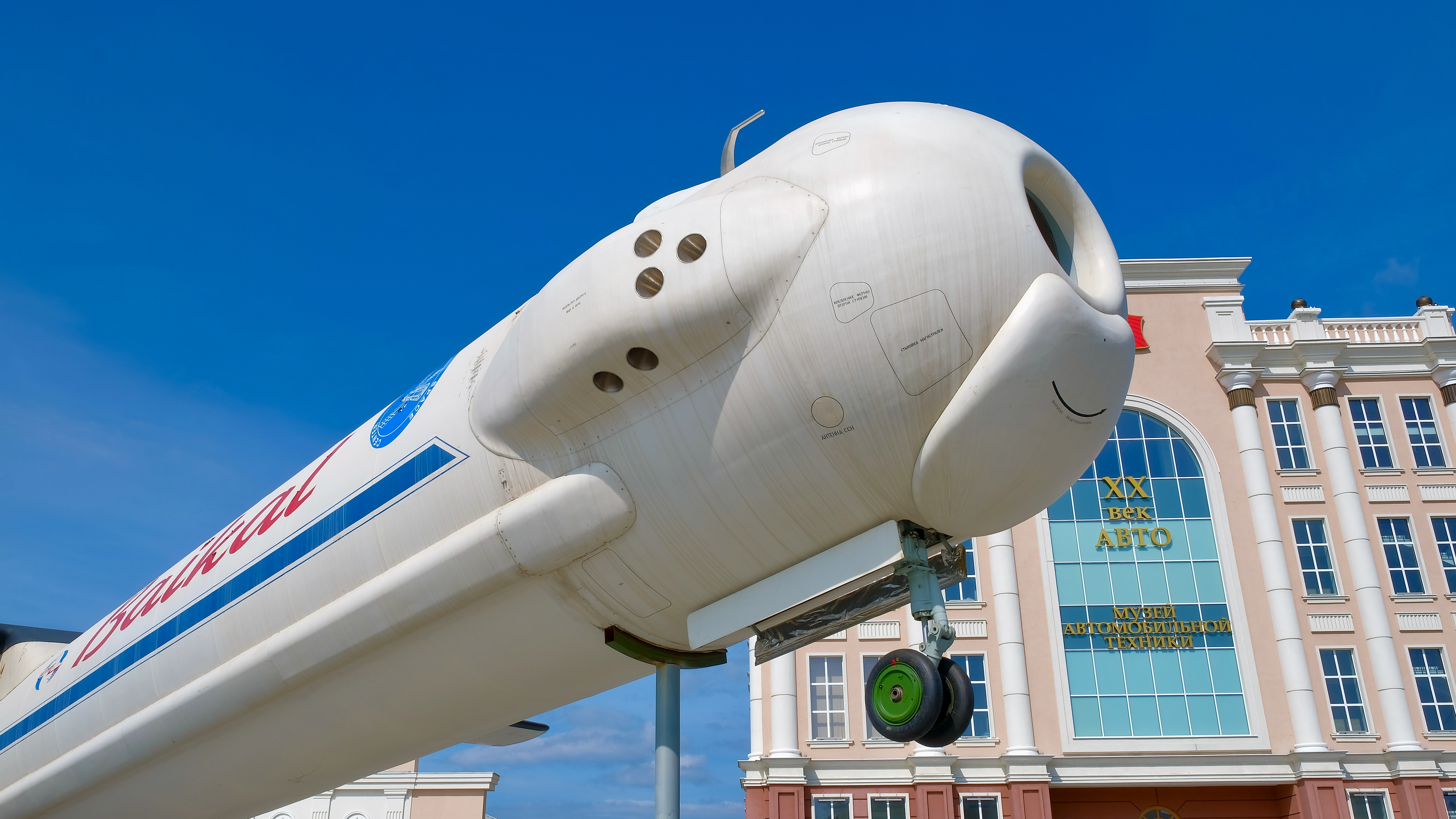
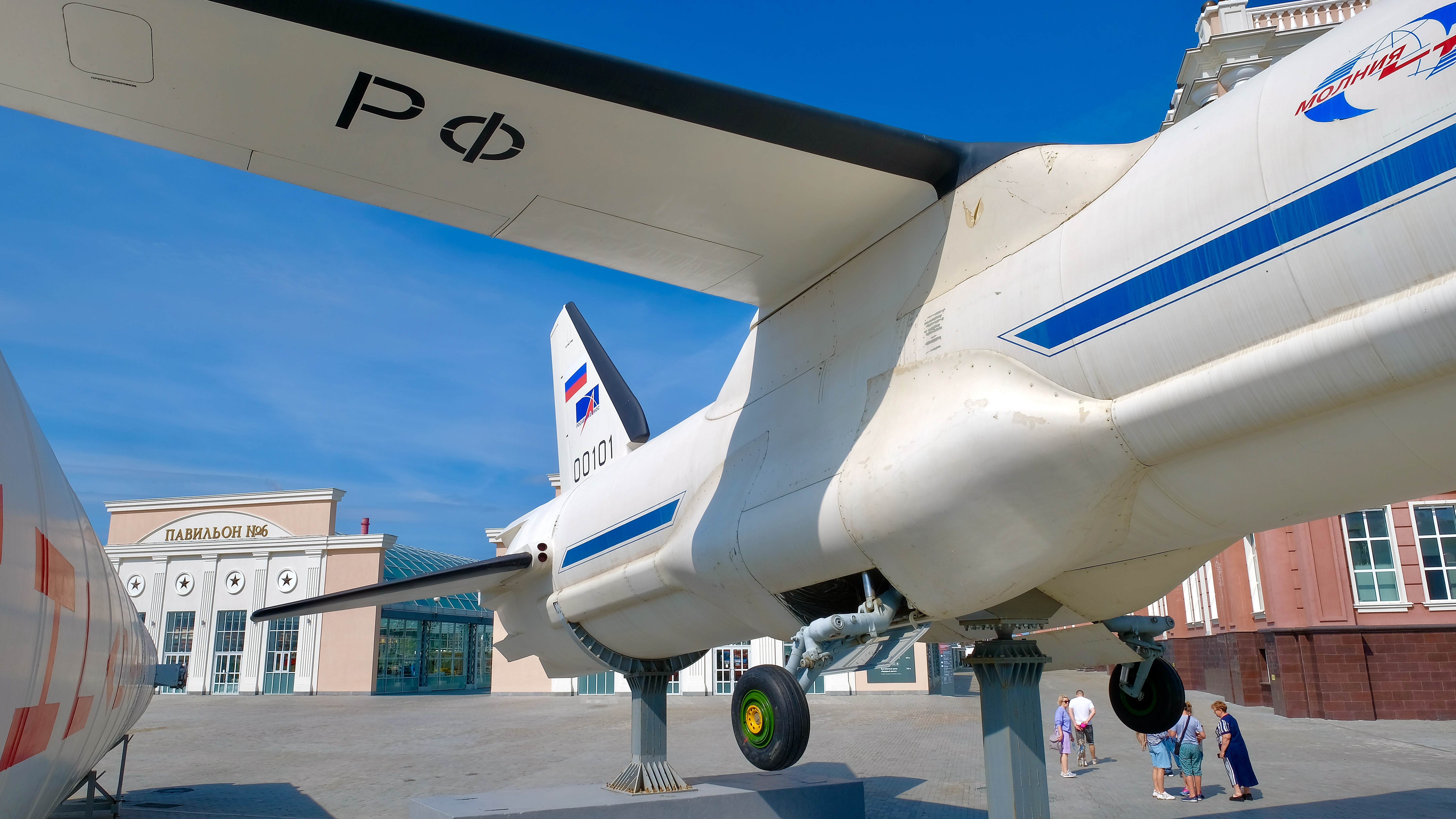
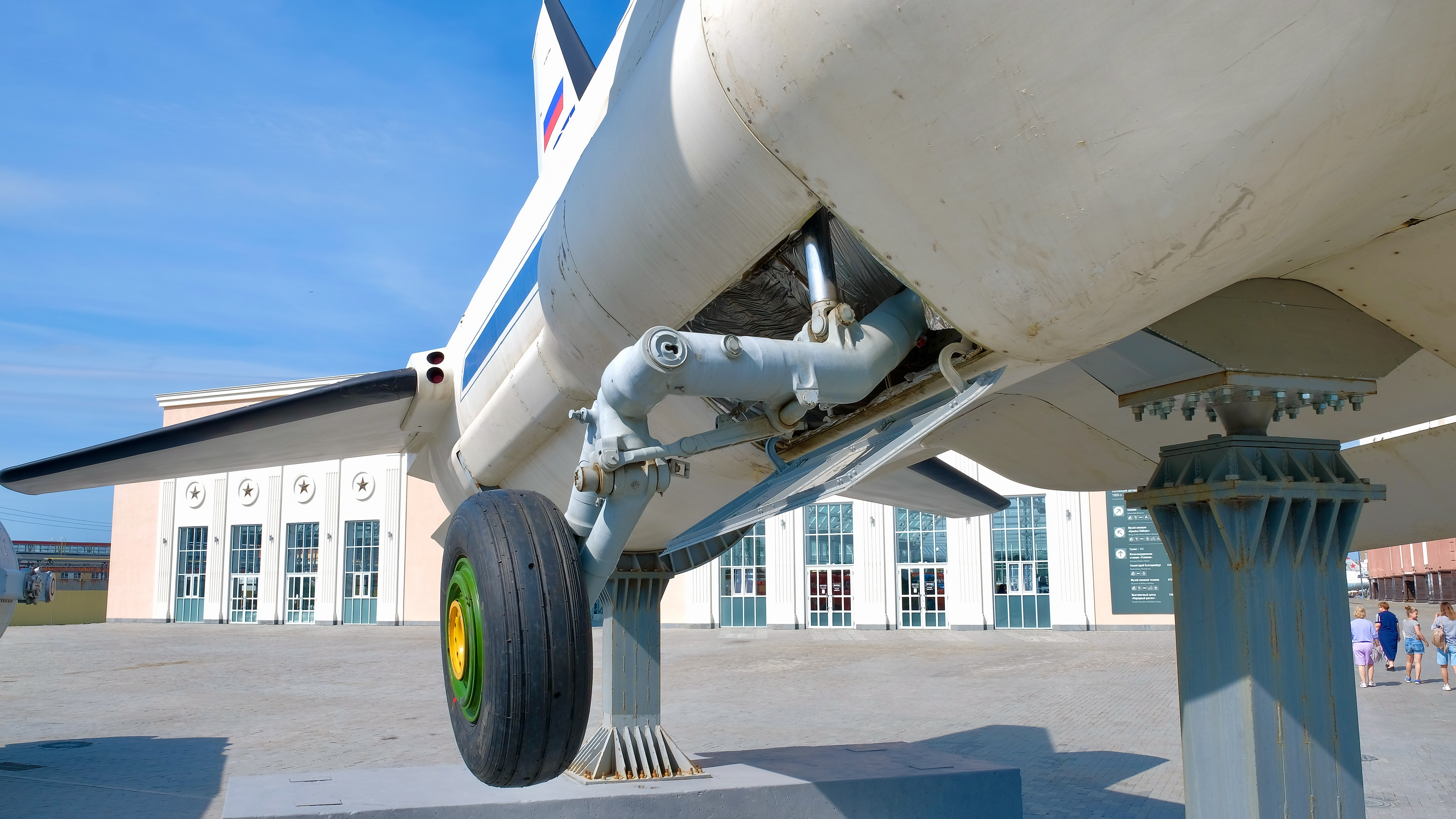
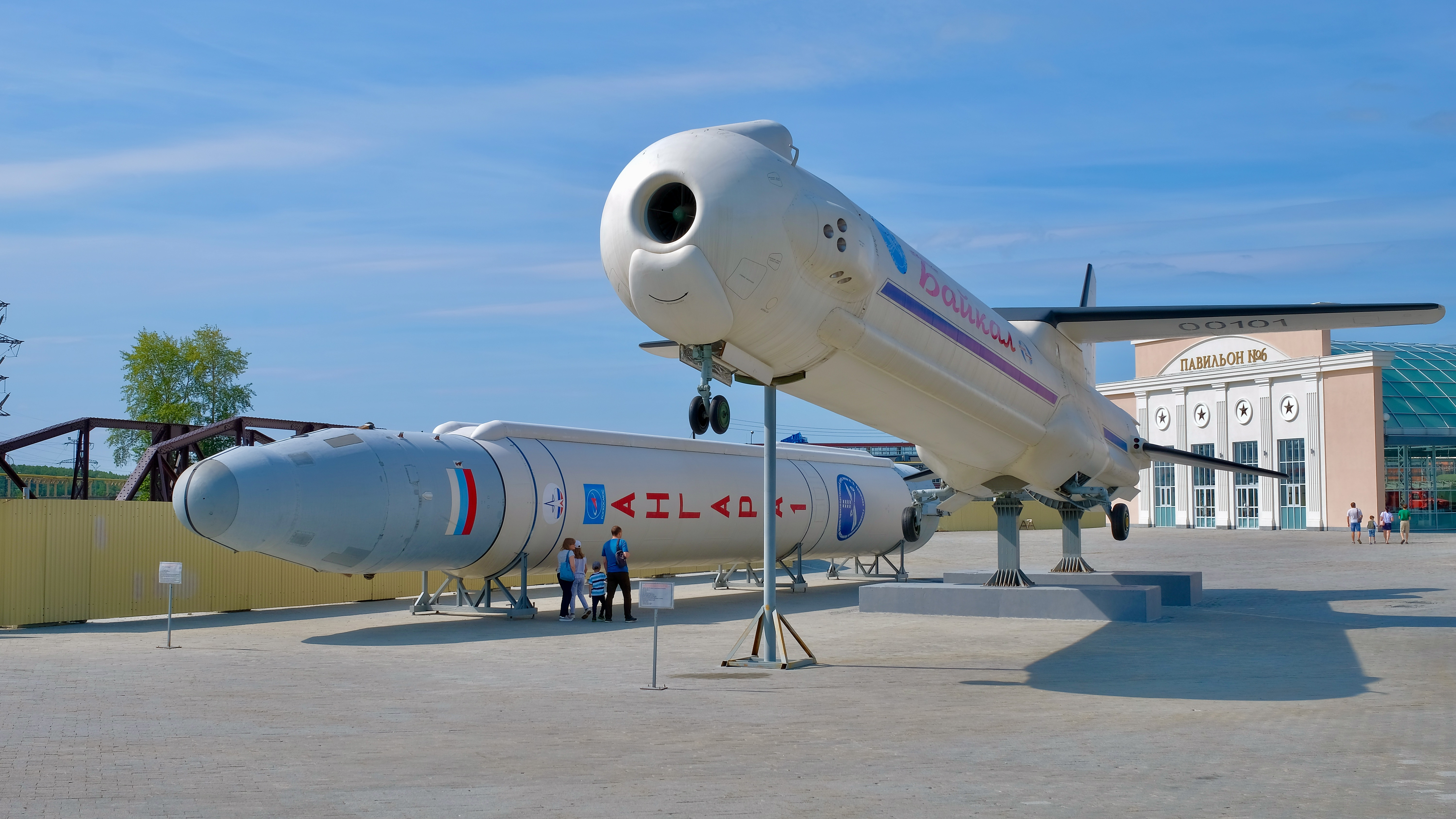

## Варианты применения
Применение многоразового ускорителя ракетной ступени «Байкал» могло позволить:
- полностью или частично ликвидировать зоны отчуждения в районах падения отработавших ступеней РН.
- обеспечить всеазимутальность запуска для доставки полезных грузов на орбиты различного наклонения.
- использовать изделие в качестве экспериментального аппарата для отработки новых технологий в интересах создания перспективных средств выведения.
- снизить удельную стоимость выведения полезных нагрузок на орбиту на 25—50 %.

В зависимости от класса ракеты-носителя Ангара используется разное число многоразовых ускорителей:
- Легкий класс — один ускоритель
- Средний класс — два ускорителя
- Тяжелый класс — четыре ускорителя

При этом один и тот же экземпляр многоразового ускорителя мог быть использован в составе ракет-носителей разных классов.

## Технические характеристики системы Байкал — Ангара
| Характеристики многоразового ускорителя «Байкал» c РН лёгкого класса | Значение                               |
| -------------------------------------------------------------------- | -------------------------------------- |
| Сухая масса                                                          | 17,8 т                                 |
| Масса при посадке                                                    | 18 т                                   |
| Длина                                                                | 28,5 м                                 |
| Высота                                                               | 8,5 м                                  |
| Размах поворотного крыла                                             | 17,1 м                                 |
| Радиус возвращаемого полёта                                          | 410 км                                 |
| Крейсерская скорость полёта                                          | 490 км/ч                               |
| Тип и тяга (зем./пуст.) ракетного двигателя                          | ЖРД РД-191М (1 шт.), 196 тс / 212,6 тс |
| Допустимое количество полётных использований                         | 10 (с доведением до 25)                |
| Тип и тяга двигателя для возвратного полёта                          | ТРД, максимальная тяга 5 тс            |
| Число Маха при разделении со II ст.                                  | 5,64                                   |
| Крейсерский режим возвратного полёта:                                |                                        |
| дальность                                                            | 384 км                                 |
| скорость                                                             | 490 км/ч                               |
| Посадочная скорость                                                  | 280 км/ч                               |
| Пробег при посадке                                                   | 1200 м                                 |

| Характеристики семейства РН «Ангара-В» с использованием МРУ «Байкал» | модификации     | модификации | модификации | модификации | модификации |
| -------------------------------------------------------------------- | --------------- | ----------- | ----------- | ----------- | ----------- |
| РН                                                                   | А1-В            | А3-В        | А5-В        | А4-В        |             |
| Стартовая масса, т                                                   | 168,9           | 446         | 709         | 700         |             |
| Число МРУ на первой ступени                                          | 1               | 2           | 4           | 4           |             |
| Компоненты топлива:                                                  |                 |             |             |             |             |
| первая ступень, масса, т                                             | О2 + РГ-1 109,7 | О2 + РГ-1   | О2 + РГ-1   | О2 + РГ-1   |             |
| вторая ступень, масса, т                                             | АТ + НДМГ 32,2  | О2 + РГ-1   | О2 + РГ-1   | О2 + H2     |             |
| Масса полезной нагрузки при запуске с космодрома Плесецк:            |                 |             |             |             |             |
| на низкую орбиту, (Н = 200 км, i = 90°), т                           | 1,9             | 9,3         | 18,4        | 22,0        |             |
| на геопереходную орбиту, т                                           | —               | 1,0         | 4,4         | 5,66        |             |
| на геостационарную орбиту, т                                         | —               | —           | 2,5         | 3,2         |             |
| Масса топлива для возврата, т                                        | 2,9             | 2,9         | 2,9         | 2,9         |             |